# تركيز حيوي

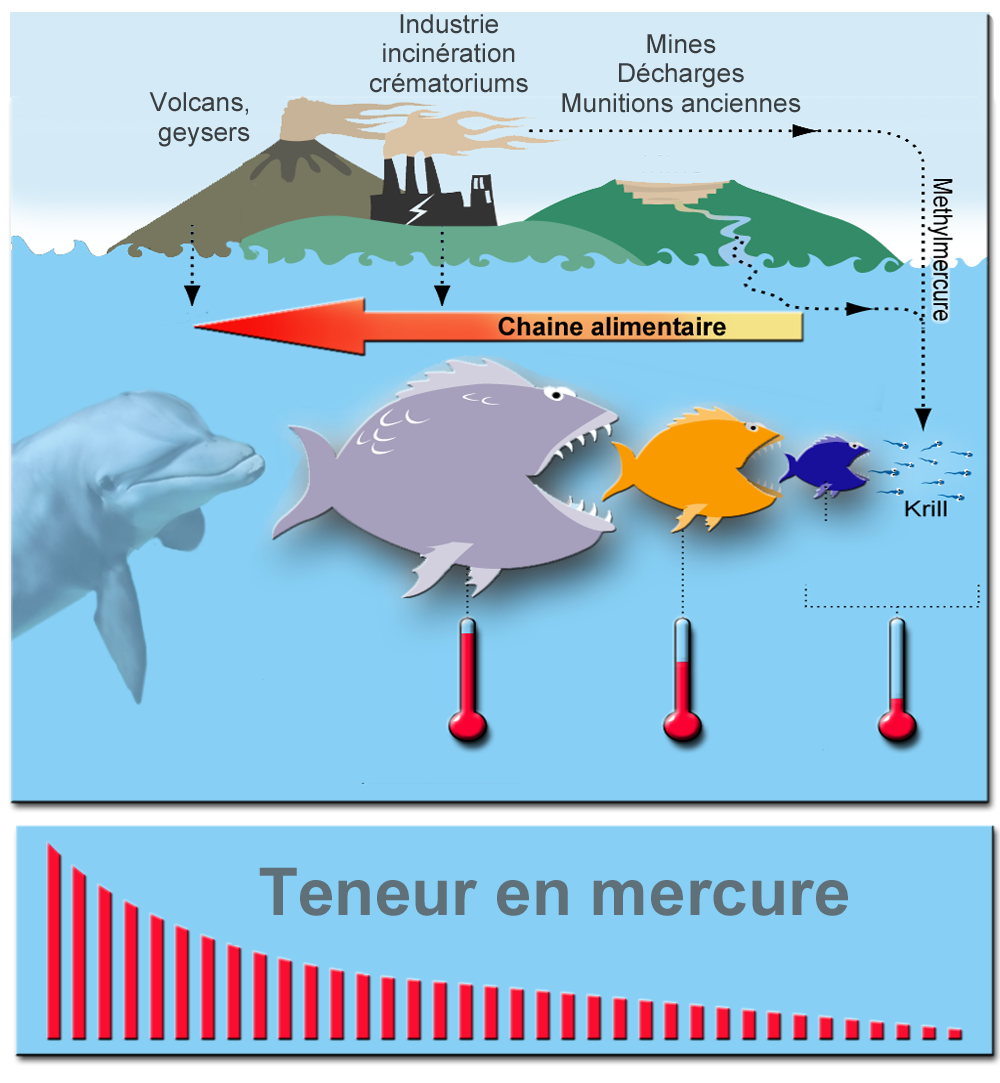

التركيز الحيوي هو عبارة عن تراكم مادة كيميائية داخل أو على المتعضية عندما يكون مصدر المادة الكيميائية هو المياه فقط. والتركيز الحيوي مصطلح نشأ لاستخدامه في مجال علم السموم المائية. ويمكن تعريف التركيز الحيوي أيضًا على أنه العملية التي يزيد خلالها التركيز الكيميائي لدى المتعضية المائية في المياه نتيجة تعرضه للمادة الكيميائية التي تحملها المياه.
هناك عدة طرق لقياس وتقييم التراكم الحيوي والتركيز الحيوي. وتشتمل هذه الطرق على: معاملات توزيع أوكتانول - الماء (KOW)ومعاملات التركيز الحيوي (BCF), معاملات التراكم الحيوي (BAF) ومعامل تراكم الرواسب (BSAF). يمكن حساب كل تلك المعاملات باستخدام البيانات الاستنباطية أو القياسات من النماذج الرياضية. وتعد الانفلاتية-القائمة على نموذج معامل التركيز الحيوي (BCF)الرياضي الذي طوره دون ماكاي (Don Mackay) أحد هذه النماذج الرياضية.
ويمكن التعبير عن التركيز الحيوي على أنه نسبة تركيز المادة الكيميائية في المتعضية إلى تركيز نفس المادة الكيميائية الموجودة في البيئة المحيطة. يمثل معامل التركيز الحيوي قياسًا لمدى المشاركة الكيميائية بين المتعضية والبيئة المحيطة.
أما في المياه السطحية، يمثل معامل التركيز الحيوي نسبة التركيز الكيميائي في المتعضية إلى التركيز المائي في المادة الكيميائية. يقاس معامل التركيز الحيوي غالبًا بوحدات اللتر لكل كيلوجرام (نسبة الملليجرام من المادة الكيميائية بالكيلوجرام الموجودة بالمتعضية إلى الملليجرامات من المادة الكيميائية الموجودة بكل لتر من المياه). يمكن ملاحظة نسبة معامل التركيز الحيوي ببساطة أو يمكن التنبؤ به من خلال معامل التوزيع. يعتمد نموذج التوزيع على الافتراضات بأن توزيع المواد الكيميائية بين المتعضيات المائية بالإضافة إلى فكرة وجود التوازن الكيميائي بين المتعضيات والبيئة المائية التي توجد بها

## الحساب
يمكن تحديد التركيز الحيوي بمعامل التركيز الحيوي، وهو نسبة التركيز الكيميائي بالمتعضية أو مجموعة كائنات حية إلى التركيز الكيميائي بالمياه:
{\displaystyle BCF={\frac {Concentration_{Biota}}{Concentration_{Water}}}}
وترتبط معاملات التركيز الحيوي أيضًا بمعامل توزيع الأوكتانول - المياه Kow. ويرتبط معامل توزيع (Kow) أوكتانول - المياه باحتمال تراكم المادة الكيميائية في المتعضيات؛ ويمكن التنبؤ بمعامل التركيز الحيوي من تسجيل معامل توزيع الأوكتانول - المياه Kow, أو من خلال برامج حاسب تقوم على علاقة النشاط بالبنية (SAR) أو من خلال معادلة خطية:
{\displaystyle logBCF=mlogK_{OW}+b} 
حيث:
عند التوازن

### القدرة الانفلاتية
ترتبط الانفلاتية ومعامل التركيز الحيوي كلا منهما بالآخر كما يظهر بالمعادلة التالية:
حيث ZFish تساوي القدرة الانفلاتية للمادة الكيميائية الموجودة بالسمكة، PFish تساوي كثافة السمكة (كتلة/طول3)، معامل التركيز الحيوي هو معامل التوزيع بين السمكة والمياه (طول3/كتلة) وH تساوي ثابت قانون هنري (طول2/زمن2)

## الاستخدامات

### الاستخدامات القانونية
من خلال استخدام محدد الملوث العضوي المستديم واستخدام المعايير الموضوعة من قِبل وكالة حماية البيئة الأمريكية (United States Environmental Protection Agency) بموجب قانون مراقبة المواد السامة تعد المادة غير متراكمة حيويًا إذا ما احتوت على معامل تركيز حيوي أقل من 1000، وتعد متراكمة حيويًا إذا ما احتوت على معامل تركيز حيوي يتراوح بين 1000-5000 وتعد مفرطة التراكم الحيوي إذا ما احتوت على معامل تركيز حيوي أكبر من 5000.

## التطبيقات
يشير معامل التركيز الحيوي الذي يزيد عن 1 إلى مادة كيميائية كارهة للماء أو محبة للدهن. وهو مؤشر يوضح مدى احتمالية التراكم الحيوي للمادة الكيميائية. تنسجم هذه المواد الكيميائية مع الدهون بدرجة عالية وتتركز في الأنسجة مع المحتوى الدهني العالي عوضًا عن تركزها في البيئة المائية مثل العصارة الخلوية. تستخدم النماذج للتنبؤ بالتوزيع الكيميائي في البيئة التي تتيح بدورها إمكانية التنبؤ بالمصير الحيوي للمواد الكيميائية المحبة للدهون.

### نماذج التوزيع المتوازن
بناءً على تصور حالة ثابتة مفترضة، ينمذج مصير المادة الكيميائية في نظام ما معطيًا تركيزات ومراحل نهائية متوقعة.

### نماذج الانفلاتية
الانفلاتية هي معيار تنبؤي آخر لتوازن المراحل المحتوية على وحدات ضغط. وهي مكافئة للضغط الجزئي لمعظم الأغراض البيئية. وهذا هو الميل المتواري للمواد. ويمكن تحديد معامل التركيز الحيوي من خلال معاملات ناتجة عن نموذج انفلاتية وبذلك يستخدم للتنبؤ بالجزء الكيماوي على الفور المتفاعل مع المتعضية أو الذي من المحتمل أن يؤثر عليها.

### نماذج الشبكة الغذائية
إذا كانت قيم الانفلاتية الخاصة بمتعضية معينة متاحة، فمن الممكن إنشاء نموذج شبكة غذائية يأخذ شبكات التغذية في الاعتبار. ويتعلق ذلك على وجه الخصوص بـالمواد الكيميائية غير المتغيرة التي لا تؤيض بسهولة وتتحول إلى منتجات متحللة. يمكن أن يكون التضخيم الحيوي للمواد الكيميائية غير المتغيرة مثل المعادن السامة ضارًا بـالحيوانات المفترسة من أعلى درجة مثل حيتان الأوركا والعقاب النساري والعقاب الأصلح.

## التطبيقات في علم السموم

### التنبؤات
تسهل معاملات التركيز الحيوي من التنبؤ بمستويات التلوث في المتعضية بناءً على التركيز في المياه المحيطة. لا ينطبق معامل التركيز الحيوي على المتعضيات المائية إلا من خلال هذا الإطار. لا تتناول المتعضيات التي تتنفس الهواء المواد الكيميائية بنفس طريقة المتعضيات المائية الأخرى. فالأسماك على سبيل المثال تتناول المواد الكيميائية عبر البلع والتدرجات التناضحية من خلال الصفائح الخيشومية.
عند العمل مع اللافقاريات القاعية الكبيرة فإن كلاً من المياه والرواسب القاعية قد تحتوي على كيماويات تؤثر على المتعضية. معامل التراكم الحيوي للرواسب النباتية والحيوانية ومعامل التضخيم الحيوي (BMF) يؤثران أيضًا على سمية البيئات المائية.
لا يأخذ معامل التركيز الحيوي بوضوح التمثيل الغذائي بعين الاعتبار لذلك فهو بحاجة إلى إضافته إلى نماذج عند نقاط أخرى من خلال معادلات الامتصاص أو الإزالة أو التراجع لمتعضية محددة.

### الحمولة الجسدية
المواد الكيميائية المحتوية على قيم عالية من معاملات التركيز الحيوي أكثر تآلفًا مع الدهون وتحتوي على تركيزات كيميائية أعلى مع متعضيات التوازن أكثر م المراحل الأخرى داخل النظام. الحمل الجسدي هو إجمالي كمية المادة الكيميائية التي يحملها جسم المتعضية، وتزيد الحمولات الجسدية عند التعامل مع المادة الكيميائية المحبة للدهون.

## المعاملات الحيوية
في تحديد الدرجة التي يحدث عندها التركيز الحيوي فيجب ألا نغفل المعاملات الحيوية. ينافس المعدل الذي تتعرض عنده المتعضية من خلال الأسطح التنفسية والاتصال مع الأسطح الجلدية للمتعضية معدل الإخراج الناتج عن المتعضية. معدل الإخراج هو خسارة الكيمياويات عن طريق سطح التنفس وإضعاف النمو وإخراج البراز والتحول الأحيائي الأيضي. إضعاف النمو ليس عملية إخراج حقيقة وإنما مع تزايد كتلة المتعضية بينما يظل تركيز الملوثات ثابتًا تحدث عملية الإضعاف.
يظهر هنا هذا التفاعل بين المدخلات والمخرجات:

{\displaystyle {\frac {dC_{B}}{dt}}=(k_{1}C_{WD})-(k_{2}+k_{E}+k_{M}+k_{G})C_{B}}

تعرف المتغيرات كما يلي:

CBالتركيز في المتعضية (جم*كجم−1).
t تمثل وحدة الزمن (يوم−1).
k1 المعدل الثابت لامتصاص الكيماويات من المياه على سطح التنفس (لتر*كجم−1*d−1).
CWD التركيز الكيميائي المتحلل في المياه (جم*لتر−1).
k2,kE,kG,kB ثوابت المعدل التي تمثل الإخراج من المتعضية عبر سطح التنفس وإخراج البراز والتحول الأيضي وإضعاف النمو (يوم−1).
وتؤثر أيضًا المتغيرات الثابتة على معامل التركيز الحيوي. نظرًا لأن المتعضيات منمذجة على غرار الأكياس الدهنية، فكان لزامًا النظر إلى معامل نسبة الدهن إلى المياه. يلعب الحجم أيضًا دورًا مثلما تؤثر نسبة السطح إلى الحجم على معدل الامتصاص من المياه المحيطة. وتعد الأنواع محل الاهتمام معاملاً أساسيًا في التأثير على قيم التركيز الحيوي نظرًا لأنها تحدد جميع المعاملات الحيوية التي تغير من معامل التركيز الحيوي.

## وصلات خارجية
- PBT Profiler
- Ruth "The Hammer" Sofield
- Persistent Organic Pollutants